# Ignacio Coll Riudavets
Ignacio Coll Riudavets (* 5. September 1987) ist ein ehemaliger spanischer Tennisspieler.

## Karriere
Coll Riudavets, der ab 2005 Tennisturniere spielte, kam im Einzel und Doppel Ende 2007 erstmals unter die Top 500 der Weltrangliste. In diesem Jahr gewann er im Einzel auch seinen ersten Titel auf der drittklassigen ITF Future Tour, während er im Doppel in diesem Jahr vier Futures gewann.
Im Doppel gewann der Spanier auch in den beiden Folgejahren jeweils vier Future-Titel und erreichte im Juli 2009 mit Platz 282 dort auch seine beste Platzierung der Karriere. Im Jahr 2010 kamen noch einmal sechs Titel hinzu, sodass er insgesamt auf 18 in seiner Karriere kam. Im Einzel kam er auf drei Titel, die er neben dem 2007 in Mexiko, 2009 und 2011 jeweils in Spanien gewann. Seine beste Platzierung datiert auf Oktober 2008 mit Platz 412. Viermal gelang ihm zudem der Einzug in das Viertelfinale eines Challengers, der nächsthöheren Kategorie nach den Futures, zuletzt 2009 in San Sebastián. Im Doppel war er 2006 einmal im Halbfinale.
Seinen einzigen Auftritt auf der ATP Tour hatte Coll Rioidavets 2009 bei ATP-Tour-500-Event in Barcelona, wo er an der Seite Rafael Nadals an der Auftakthürde scheiterte. Die letzten Turniere spielte er im Juli 2011, bevor er seine Karriere beendete.